# Hayesville (Oregon)
Hayesville – jednostka osadnicza w Stanach Zjednoczonych, w stanie Oregon, w hrabstwie Marion.